# العلاقات الإيطالية البنمية
العلاقات الإيطالية البنمية هي العلاقات الثنائية التي تجمع بين إيطاليا وبنما.

## مقارنة بين البلدين
هذه مقارنة عامة ومرجعية للدولتين:
| وجه المقارنة                                              | إيطاليا                                                  | بنما                      |
| --------------------------------------------------------- | -------------------------------------------------------- | ------------------------- |
| المساحة (كم2)                                             | 301.34 ألف                                               | 74.18 ألف                 |
| عدد السكان (نسمة)                                         | 60.60 مليون                                              | 4.10 مليون                |
| الكثافة السكانية (ن./كم²)                                 | 201.1                                                    | 55.27                     |
| العاصمة                                                   | روما، فلورنسا، تورينو                                    | بنما                      |
| اللغة الرسمية                                             | اللغة الإيطالية                                          | اللغة الإسبانية           |
| العملة                                                    | يورو، ليرة إيطالية                                       | بالبوا بنمي، دولار أمريكي |
| الناتج المحلي الإجمالي (بليون دولار)                      | 1.93 تريليون                                             | 61.84 مليار               |
| الناتج المحلي الإجمالي (تعادل القوة الشرائية) بليون دولار | 2.26 تريليون                                             | 87.37 مليار               |
| الناتج المحلي الإجمالي الاسمي للفرد دولار أمريكي          | 29.96 ألف                                                | 13.27 ألف                 |
| الناتج المحلي الإجمالي للفرد دولار أمريكي                 | 35.46 ألف                                                | 20.89 ألف                 |
| مؤشر التنمية البشرية                                      | 0.873                                                    | 0.780                     |
| رمز المكالمات الدولي                                      | +39                                                      | +507                      |
| رمز الإنترنت                                              | .it                                                      | .pa                       |
| المنطقة الزمنية                                           | توقيت وسط أوروبا، ت ع م+01:00، ت ع م+02:00، أوروبا/روما ‏ | 00                        |

## منظمات دولية مشتركة
يشترك البلدان في عضوية مجموعة من المنظمات الدولية، منها:
| علم المنظمة | اسم المنظمة                               | تاريخ انضمام إيطاليا | تاريخ انضمام بنما |
| ----------- | ----------------------------------------- | -------------------- | ----------------- |
|             | يونسكو                                    | ?                    | 10 يناير 1950     |
|             | الفريق المعني برصد الأرض                  | ?                    | ?                 |
|             | مؤسسة التمويل الدولية                     | 27 ديسمبر 1956       | 20 يوليو 1956     |
|             | المركز الدولي لتسوية المنازعات الاستشارية | 28 أبريل 1971        | 8 مايو 1996       |
|             | منظمة حظر الأسلحة الكيميائية              | ?                    | ?                 |
|             | مؤسسة التنمية الدولية                     | 24 سبتمبر 1960       | 1 سبتمبر 1961     |
|             | منظمة التجارة العالمية                    | 1995                 | ?                 |
|             | وكالة ضمان الاستثمار متعدد الأطراف        | 29 أبريل 1988        | 21 فبراير 1997    |
|             | الاتحاد البريدي العالمي                   | ?                    | ?                 |
|             | منظمة الشرطة الجنائية الدولية             | ?                    | ?                 |
|             | الأمم المتحدة                             | 14 ديسمبر 1955       | 13 نوفمبر 1945    |
|             | الاتحاد الدولي للاتصالات                  | 1866                 | 14 يوليو 1914     |
|             | البنك الدولي للإنشاء والتعمير             | 27 مارس 1947         | 14 مارس 1946      |

## أعلام
هذه قائمة لبعض الشخصيات التي تربطها علاقات بالبلدين:
- روبرتو فرانسيسكو خياري ريمون (سياسي بنمي، 2 مارس 1905[20] – 1 مارس 1981[20])
- ريكاردو مارتينيلي (29 مارس 1952 – )
- نيكولاس بارليتا (21 أغسطس 1938 – )

## وصلات خارجية
- موقع وزارة الخارجية الإيطالية
- موقع وزارة الخارجية البنمية